# Emmetsburg (Iowa)
Emmetsburg – miasto w Stanach Zjednoczonych, w stanie Iowa, siedziba hrabstwie Palo Alto. W 2000 liczyło 3958 mieszkańców.